# Espeletia muiska
Espeletia muiska es una especie de frailejón, una planta endémica de los páramos de Colombia. Recibe el nombre común de frailejón muisca.

## Taxonomía
Espeletia muiska fue descrita por José Cuatrecasas Arumí y publicada en la Revista de la Academia Colombiana de Ciencias Exactas, Físicas y Naturales 3: 429. 1940.
Etimología
Espeletia: nombre genérico otorgado en honor del virey de Nueva Granada, José Manuel de Ezpeleta.
muiska: epíteto latino que alude al pueblo indígena de los muiscas que desde hace siglos ha habitado el altiplano cundiboyacense donde se distribuye la especie.

## Descripción
Roseta acaule (sin tallo). Sus hojas son rígidas y gruesas, la lámina es lineal lanceolada; el ápice es agudo; la base está angostada hacia el pecíolo; densamente cubiertas con un indumento lanoso sedoso, blanco y brillante. Ramas floríferas con indumento hirsuto lanoso, con brácteas alternas. Las inflorescenias son corimbos compuestos, con 80-100 capítulos. Capítulos hemisféricos; involucro con 8-9 brácteas estériles, en una fila, hirsutas, lineales; otra fila de brácteas fértiles; 40-50 lígulas en dos filas, lineales oblongas, amarillas; flósculos tubulosos acampanados, con pelos esparcidos, algunos glandulosos. Aquenios trigonos grises.